# Аланіс Обомсавін
Аланіс Обомсавін (англ. Alanis Obomsawin; також Обомосавін; нар. 31 серпня 1932, Лебанон, Ґрафтон (округ, Нью-Гемпшир), Нью-Гемпшир, США) — канадська режисерка і сценаристка індіанського походження, авторка документальних фільмів про індіанців Канади, знятих для Канадського національного управління кінематографії. Її найвідомішою роботою є документальний фільм «Канехсатаке: 270 років опору» про Окську кризу 1990 року.
Великий офіцер Національного ордена Квебеку і офіцер ордена Канади, лауреатка премії генерал-губернатора Канади у візуальних та медіа-мистецтвах.

## Життєпис
Обомсавін народилася в США. Потім жила в Монреалі. У віці шести місяців з матір'ю виїхала на батьківщину, в резервацію індіанського племені абенаків Оданак у Центральному Квебеку, де Аланіс жила до 9 років. Теофіль Панадіс (фр. Théophile Panadis), двоюрідний брат її матері, познайомив Аланіс з культурою та історією абенаків, навчив її багатьох традиційних пісень та легенд цього народу. Пізніше, Обомсавін і її батьки поїхали в Труа-Рів'єр, де були єдиною індіанською сім'єю. Опинившись ізольованою, і мало знаючи французьку та англійську мови, Обомсавін плекала пісні й оповіді свого народу, які вона дізналася в резервації.
Обомсавін має дочку Кісос Обомсавін (англ. Kisos Obomsawin), яка народилася 1969 року.

## Кар'єра в кіно
Обомсавін уперше привернула увагу Канадського національного управління кінематографії в середині 1960-х років, коли провела серію концертів для збору коштів на оплату будівництва плавального басейну у резервації Оданак. Діти з її громади більше не могли купатися в річці Святого Франциска, але й використовувати басейн у сусідній громаді їм не дозволялося, оскільки він був відкритий тільки для білих жителів. Успіх Обомсавін у зборі коштів на будівництво басейну для дітей Оданаку, став темою півгодинної програми CBC-TV, яку помітили продюсери Канадського національного управління кінематографії Джо Кеніг і Боб Веролл. Обомсавін, прийшовши на зустріч із продюсерами, виявила, що Канадське національне управління кінематографії, крім іншого, займається виробництвом освітніх фільмів для шкіл.
Як наслідок, Канадське національне управління кінематографії запросило співачку й оповідачку для роботи консультантом над фільмом про перші нації Канади, її аборигенів. Далі, Обомсавін стала знімати власні фільми, продовжуючи при цьому боротися за справедливість для її народу. Як говорить Обомсавін, її головною метою є просвіта суспільства щодо гострих питань, що стосуються корінних народів Канади.
1971 року Обомсавін зняла для Канадського національного управління кінематографії свій перший документальний фільм Christmas at Moose Factory. За даними на листопад 2016 вона є режисером 49 фільмів.

## Роботи поза кіно
1960 року Обомсавін дебютувала як співачка в Нью-Йорку. Вона гастролювала в Канаді, США і Європі як виконавиця, одночасно надаючи гуманітарну допомогу університетам, музеям, тюрмам і центрам мистецтва, також виступала на фестивалях народного мистецтва. На фолк-фестивалі Маріпоса (англ. Mariposa Folk Festival) у 1960-х роках Аланіс навіть завідувала власною сценою. У її альбомі 1988 року Bush Lady зібрано традиційні пісні народу абенаків, а також оригінальні композиції.
Протягом більше 25 років Обомсавін працювала граверкою і принтмейкеркою, з виставками в Канаді та в Європі. В її роботах часто зустрічаються зображення матері й дитини, вони також поєднують у собі матеріал з її власних снів з духами тварин та історичними подіями. 2007 року її роботи виставлялись у Будинку Лакомб (фр. Maison Lacombe) у Квебеку.

## Особисті нагороди й ушанування
У березні 2001 року Обомсавін отримала Премію генерал-губернатора Канади у сфері візуальних і медіа-мистецтв (англ. Governor General's Award in Visual and Media Arts).Вона є Офіцером ордена Канади. Серед інших нагород Обомсавін також Приз Лумінарія за досягнення від Кінофестивалю в Санта-Фе, Pioneer Award від Міжнародної асоціації документалістів, приз за видатні режисерські заслуги від Toronto Women in Film and Television's (TWIFT), премія Канадського фонду перших націй за досягнення у сфері мистецтв (англ. Canadian Native Arts Foundation National Aboriginal) і нагорода за видатний внесок від Канадської асоціації соціології та антропології (англ. Canadian Sociology and Anthropology Association, CSAA). Це була перша нагорода видана CSAA людині, яка не працює як науковець.
2010 року журнал «Плэйбек» оголосив Обомсавін новою членкинею Зали слави канадського кіно й телебачення. Навесні 2009 року Обомсавін удостоєно спеціальної ретроспективи під час канадського міжнародного кінофестивалю документального кіно Hot Docs і отримала нагороду фестивалю за видатні досягнення. Інша ретроспектива її робіт відбулася 14-26 травня 2008 року в музеї сучасного мистецтва в Нью-Йорку. Того ж місяця в Рідо-хол в Оттаві її відзначено нагородою генерал-губернатора Канади за видатні досягнення у сфері мистецтв.
2013 року Обомсавін стала почесною членкинею Королівського товариства Канади. Цього ж року на Міжнародному Кінофестивалі в Торонто, вона стала призером премії Birks Diamond Tribute для Жінки року в кінематографі.
У жовтні 2015 року Обомсавін отримала Нагороду за прижиттєві досягнення від Міжнародного кінофестивалю в Вальдівії (Чилі). У лютому 2015 року Монреальська інформаційно-пропагандистська група мистецтв «Художники за мир» (англ. Artistes pour la paix) нагородила Аланіс Премією за прижиттєві досягнення. У березні того ж року вона була серед перших 35 осіб, нагороджених Орденом мистецтва і літератури Квебеку (фр. Ordre des Arts et des Lettres du Québec).
У січні 2016 року Академія канадського кіно й телебачення оголосила, що на 2-й церемонії вручення Премії (Canadian Screen Awards) Обомсавін отримає премію за винятковий внесок у громадські та державні служби. У листопаді цього ж року Обомсавін отримала від Торонтської асоціації кінокритиків премію імені канадського телеведучого й журналіста Клайда Гілмора за значний внесок у канадське кіно й культуру. Також 2016 року її відзначено двома вищими нагородами Квебеку. У червні Обомсавін стала Великим офіцером Національного ордена Квебеку, а в листопаді отримала від провінційного уряду за внесок у кінематограф Квебеку премію кінорежисера Альбера Тессье.
Серед інших звань Обомсавін: почесне звання від художнього Коледжу Онтаріо, звання почесного доктора літератури університетів Йорка, Карлтона і Британської Колумбії (травень 2010), почесного доктора права університетів Конкордія, Делгаузі (квітень 2016) і Західного Онтаріо (жовтень 2007). Вона також викладала в літньому інституті кіно і телебачення в Оттаві.
Обомсавін була Головою ради директорів притулку для жінок перших націй у Монреалі і перебуває в Консультативній раді корінних народів Канади. Також вона була членкинею правління Студії 1, студії корінних народів при Канадському національному управлінні кінематографії (NFB) і колишнім радником з нових ініціатив у кіно для кольорових жінок і жінок корінних народів при Студії D.
Як член Ради директорів «Голосу корінних народів» (англ. Aboriginal Voices), вона — одна з ініціаторів отримання радіоліцензії для організації. Як член Ради директорів Телевізійної мережі корінних народів (англ. Aboriginal Peoples Television Network), Обомсавін також входить до Ради суспільного телебачення Вермонту і National Geographic International.
Внесок Обомсавін у документальний кінематограф і в кіно корінних народів визнано таким вагомим, що її ім'ям названо дві кінонагороди. Від 2010 року, ImagineNATIVE Film + Media Arts Festival присуджує «Премію Аланіс Обомсавін за топовий документальний фільм», а починаючи від 2011 року «Сінема Політика» періодично нагороджує одного видатного режисера «Премією Аланіс Обомсавін за відданість громадськості та соціальний спротив» (англ. Alanis Obomsawin Award for Commitment to Community and Resistance), яка була натхненна «відданістю міс Обомсавін правам людини і правосуддя».

## Фільмографія
- 1971 — Christmas at Moose Factory
- 1972 — History of Manowan: Part 1
- 1972 — History of Manowan: Part 2
- 1977 — Amisk
- 1977 — Mother of Many Children (фр. «Mère de tant d’enfants»)
- 1979 — Canada Vignettes: Wild Rice Harvest Kenora (фр. «Canada vignettes : le riz sauvage»)
- 1980 — Canada Vignettes: June in Povungnituk — Quebec Arctic
- 1984 — Incident at Restigouche (фр. «Les événements de Restigouche»)
- 1986 — Richard Cardinal: Cry from a Diary of a Métis Child (фр. «Richard Cardinal : le cri d’un enfant métis») — режисерка/сценаристка/продюсерка
- 1987 — Poundmaker's Lodge: A Healing Place (фр. «La Maison Poundmaker : la voie de la guérison»)
- 1988 — No Address (фр. «Sans adresse»)
- 1991 — Le patro Le Prévost 80 ans après (фр. «Le Patro Le Prévost 80 Years Later»)
- 1991 — Walker
- 1993 — Kanehsatake 270 Years of Resistance (фр. «Kanehsatake — 270 ans de résistance») — режисерка/сценаристка/продюсерка
- 1995 — My Name Is Kahentiiosta (фр. «Je m’appelle Kahentiiosta») — режисерка/сценаристка/продюсерка
- 1997 — Spudwrench: Kahnawake Man (фр. «Spudwrench : l’homme de Kahnawake») — режисерка/сценаристка/продюсерка
- 2000 — Rocks at Whiskey Trench (фр. «Pluie de pierres à Whiskey Trench») — режисерка/сценаристка/продюсерка
- 2002 — Is the Crown at War with Us? (фр. «La Couronne cherche-t-elle à nous faire la guerre?») — режисерка/сценаристка/продюсерка
- 2003 — For John — продюсерка
- 2003 — Our Nationhood (фр. «La survie de nos enfants») — режисерка/сценаристка/продюсерка
- 2005 — Sigwan — режисерка/сценаристка/продюсерка
- 2006 — Waban-Aki: People from Where the Sun Rises (фр. «Waban-Aki : peuple du soleil levant») — режисерка/сценаристка/продюсерка
- 2007 — Gene Boy Came Home (фр. «Gene Boy revient chez lui») — режисерка/сценаристка/продюсерка
- 2009 — Professor Norman Cornett: 'Since when do we divorce the right answer from an honest answer?' (фр. «Professeur Norman Cornett : 'Depuis quand ressent-on l’obligation de répondre correctement au lieu de répondre honnêtement?'»)
- 2010 — When All the Leaves Are Gone (фр. «Quand toutes les feuilles seront tombées»)
- 2012 — The People of the Kattawapiskak River (фр. «Le peuple de la rivière Kattawapiskak») — режисерка/сценаристка/продюсерка
- 2013 — Hi-Ho Mistahey! — режисерка/сценаристка/продюсерка
- 2014 — Children's Court Case
- 2014 — Trick or Treaty? — режисерка/сценаристка/продюсерка
- 2016 — We Can't Make the Same Mistake Twice
- 2017 — Norway House[37]